# 山形県縦断駅伝競走大会
山形県縦断駅伝競走大会（やまがたけんじゅうだんえきでんきょうそうたいかい）は、山形新聞、山形放送（YBC）、山形陸上競技協会などが主催するロードレース大会である。主催誌の表記、および放送番組の発信（テレビ、ラジオ）などでは、「県縦断駅伝」または「縦断駅伝」と略される事がある。

## 概要
毎年4月27日から4月29日（昭和の日）の3日間にわたり開催され、山形県最北端の遊佐町から県内をぐるっと回り、山形市までの300㎞超を走り抜ける駅伝大会である。
1955年（昭和30年）に「昭和の大合併」を記念して第1回大会が行われた。昭和28年に町村合併促進法が施行されると、山形県内においても合併が盛んに行われた。しかしながら、古くからの慣習や地域性、感情のもつれなどから、新市町村のスタートは順風満帆ではなかった。そのような中、新しい市町村を結ぶ山形県をあげての行事を催し、親睦を深めようという企画で、「都市訪問親善駅伝競走大会」として第1回大会が実施された背景がある。
2015年に第60回大会を迎えた歴史ある大会となっている。これは、歴史的には「箱根駅伝」に及ばないものの、現在行われている（開催が継続中の）大会において「300㎞以上の距離の駅伝を60年以上にわたって続けている」のは世界的にも例がない。
山形県民にとっては、桜の開花時期にも重なり、春の訪れを感じさせる一大風物詩として親しまれている。また、県を11ブロックに分け、「郷土の誇りをかけた代理戦争」としての側面も強く、大会期間中には沿道や中継所に大勢の観衆が集まり、ランナーに声援を送っている。

## 現在の出場チーム（第14回大会 - ）
- 酒田・飽海（濃緑）＜酒田市、遊佐町＞
- 鶴岡・田川（黄色）＜鶴岡市、庄内町、三川町＞
- 新庄・最上（藤色）＜新庄市、舟形町、鮭川村、最上町、大蔵村、戸沢村、金山町、真室川町＞
- 北村山（薄緑）＜東根市、村山市、尾花沢市、大石田町＞
- 寒河江・西村山（紺色）＜寒河江市、河北町、大江町、朝日町、西川町＞
- 天童・東村山（水色）＜天童市、山辺町、中山町＞
- 山形（紫色）＜山形市＞
- 上山（橙色）＜上山市＞
- 南陽・東置賜（海老茶）＜南陽市、高畠町、川西町＞
- 長井・西置賜（桃色）＜長井市、白鷹町、飯豊町、小国町＞
- 米沢（赤色）＜米沢市＞

※（）は襷の色
※大会によって、関東大学陸連に所属する大学陸上部が招待されることもある。
※酒田・飽海は第13回大会までは「酒田」と「飽海」に分かれていた。
※鶴岡・田川は第9回大会までは「鶴岡」と「東田川」に分かれていた。

## コース
1日目：遊佐〜新庄間（113.7km）
第1区(17.1km)：遊佐（遊佐町月光橋） - 酒田（酒田市役所）
第2区(10.4km)：酒田 - 黒森（酒田市黒森㈱金龍前）
第3区(10.9km)：黒森 - 湯野浜（鶴岡市湯野浜温泉）
第4区(7.4km)：湯野浜 - 大山（鶴岡市大山郵便局）
第5区(6.2km)：大山 - 鶴岡（鶴岡市役所）
第6区(9.2km)：鶴岡 - 藤島（鶴岡市藤島庁舎）
第7区(6.8km)：藤島 - 立川（庄内町立川小学校）
第8区(20.2km)：立川 - 古口（戸沢村古口除雪ステーション）
第9区(9.6km)：古口 - 升形（新庄市升形公民館）
第10区(5.9km)：升形 - 鮭川（鮭川村JAおいしいもがみ鮭川支店）
第11区(10.0km)：鮭川 - 新庄（新庄市役所）
2日目：新庄〜長井間（113.4km）
第12区(9.3km)：新庄 - 舟形（舟形町郵便局）
第13区(13.9km)：舟形 - 尾花沢（尾花沢市役所）
第14区(18.1km)：尾花沢 - 村山（村山市五日町公園）
第15区(6.1km)：村山 - 東根（東根市役所）
第16区(8.5km)：東根 - 天童（天童市役所）
第17区(11.3km)：天童 - 寒河江（寒河江市六供町公民館）
第18区(7.2km)：寒河江 - 大江（大江町左沢橋前）
第19区(11.3km)：大江 - 朝日（朝日町宮宿郵便局）
第20区(16.1km)：朝日 - 白鷹（白鷹町役場）
第21区(11.6km)：白鷹 - 長井（長井市役所）
3日目：長井〜山形間（79.9km）
第22区(13.0km)：長井 - 川西（旧川西町役場）
第23区(13.4km)：川西 - 米沢（米沢市役所）
第24区(3.3km)：米沢 - 上郷（米沢市上郷小学校）
第25区(7.6km)：上郷 - 亀岡（高畠町亀岡文殊参道口）
第26区(3.1km)：亀岡 - 高畠（高畠町文化ホールまほら）
第27区(8.7km)：高畠 - 南陽（南陽市えくぼプラザ）
第28区(16.6km)：南陽 - 上山（上山市役所）
第29区(14.2km)：上山 - 山形（山形メディアタワー）
※各日距離は第67回大会（2023年）の距離、3日間合計距離=307.0㎞。

## 放送
山形放送ラジオ
この大会は主催者である山形新聞・山形放送（YBC）にとっても毎年最大のスポーツイベントである。特にYBCラジオでは開局時からの伝統で、大会期間中は連日臨時編成を組み、スタートからゴールまで完全生中継している。以前は最終日にはテレビでも最終区間を中心に、実況生中継を行っていた。
また大会運営のために各地の支社・支局を提供しており、そこで審判会議など大会運営のための会合を行っている。

## 備考
- 長年、陸上自衛隊神町駐屯地を抱える北村山チームと、伝統的に陸上が盛んで、選手層の厚さを誇る酒田・飽海チームが激しく優勝を争う構図が続いていたが、ここ数年は南陽チームや天童チーム、新庄・最上チーム、長井・西置賜チーム等が他県出身の選手を地元企業に誘致しており、以前よりも混戦となってきた。
- 第45回大会までは各日午前8時のスタートであった。第46回大会より、第2日目のスタート時間が午前8時40分に変更された。これは、通勤時間帯の道路混雑を避けること及び、第13区の選手が大石田駅踏切を通過する時刻が電車通過時刻と重ならないよう考慮したものである。また、第55回大会からは、第1日目のスタート時間が午前8時20分に変更された。（尚、第13区は第56回大会より大石田踏切を通過しないコースへと変更になっている）。
- 第20区（朝日～白鷹）は通称「峠越え」と呼ばれており、「箱根駅伝の山登り区間」の様なレースの一つのハイライトとなっている。
- 市町村合併によってチーム数・チーム分けが変更になることがある。上山チームは、上山市と山形市の合併に向けた動きが加速していたことから、一度は「ラストラン」を行ったが、その後、合併の破談によりチームは存続している。
- 山形新聞の2011年3月21日掲載分にて、東日本大震災の影響を受け諸事情により、（2011年の）第57回は中止する旨が発表された。 これは、自粛[3]という形である事はもとより、毎回各チーム・ランナーを先導するのと追走するのが（全国中継の様な白バイではなく）自衛隊車両である事も関係している（現在は、自衛隊車両による追走は引き続き行われているが、ほぼ全区間で白バイの先導となっている）。前述の通り、山形県内にも駐屯地があり（車両も含めて）隊員たちは被災地に出向している事も要因の一つとなっている。尚、2012年は復活開催され、大会回数は2011年はカウントせず、改めて57回大会として開催された。
- 第57回大会で南陽・東置賜が優勝したことにより、上山が唯一優勝経験がないチームとなった。
- 第65回(2020年)は新型コロナウィルス感染拡大に伴い、大会に向けた準備不足など各チームの状況を考慮して中止となった[4]。
- 第66回（2022年）南陽・東置賜が前人未踏の10連覇達成。

- 第68回（2024年）天童・東村山が第14回（1968年）以来54大会ぶりの総合優勝。南陽・東置賜の連覇は11で止まる。
- 第69回（2025年）大会は、令和6年7月豪雨の影響により、国道47号の戸沢村高屋地区災害復旧工事が続いていたことから、第8区（立川～古口）を欠番とした。そのため、第9区から再度一斉スタートとし開催した。

## 戦績

### 優勝チーム
- 第1回 - 第3回：寒河江・西村山
- 第4回：米沢
- 第5回：山形
- 第6回：米沢
- 第7回：長井・西置賜飯豊町
- 第8回：北村山
- 第9回：山形
- 第10回 - 第12回：北村山
- 第13回・第14回：天童・東村山
- 第15回：新庄・最上
- 第16回・第17回：鶴岡・田川
- 第18回・第19回：寒河江・西村山
- 第20回・第21回：新庄・最上
- 第22回：北村山
- 第23回：新庄・最上
- 第24回 - 第32回：酒田・飽海
- 第33回：米沢
- 第34回：酒田・飽海
- 第35回：米沢
- 第36回：酒田・飽海
- 第37回：米沢
- 第38回 - 第45回：酒田・飽海
- 第46回 - 第51回：北村山
- 第52回：酒田・飽海
- 第53回 - 第56回：北村山
- 第57回 - 第67回：南陽・東置賜
- 第68回：天童・東村山
- 第69回：南陽・東置賜

### 総合優勝回数
- 1位 酒田・飽海 20回
- 2位 北村山 15回
- 3位 南陽・東置賜 12回
- 4位 米沢 5回
- 5位 寒河江・西村山 4回

### 連覇
- 南陽・東置賜 11連覇（第57回～67回）
- 酒田・飽海 9連覇（第24回～32回）
- 酒田・飽海 8連覇(第38回～45回)
- 北村山 6連覇(第46回～51回)

※5連覇以上

### タイム
- 1日目 6:00:30(南陽・東置賜 67回)
- 2日目 5:53:55(酒田・飽海 69回)
- 3日目 4:05:11(山形 69回)
- 総合  16:23:02(南陽・東置賜 67回)

## 本駅伝に参加した著名選手
- 茂木善作 - 山形県初のオリンピック選手、本大会の審判長等として参画
- 円谷幸吉（第11回大会（1965年）、陸上自衛隊第6師団チームとして）
- 新関茂（天童・東村山）後の天童市長[5]
- 尾方剛（第40回記念大会、ゲストチーム山梨学院大学）
- 松田和宏（南陽・東置賜）
- オンベチェ・モカンバ（第50回記念大会、ゲストチーム山梨学院大学）
- メクボ・ジョブ・モグス（第50回記念大会、ゲストチーム山梨学院大学）
- 阿宗高広（上山）
- ジョセフ・オンサリゴ（南陽・東置賜、長井）
- オンディバ・コスマス（南陽・東置賜）
- 今井正人 （第60回大会、最終区間ゲストランナー）
- ガンドゥ・ベンジャミン（米沢）

## 市町村対抗駅伝を行っている他の都道府県
- 青森県（青森県民駅伝競走大会）
- 福島県（市町村対抗福島県縦断駅伝競走大会）
- 栃木県（栃木県郡市町対抗駅伝）
- 新潟県（新潟県縦断郡市対抗駅伝競走大会）
- 長野県（長野県縦断駅伝競走）
- 神奈川県（市町村対抗かながわ駅伝競走大会）
- 岐阜県（ぎふ清流郡市対抗駅伝競走大会）
- 静岡県（しずおか市町村対抗駅伝）
- 愛知県（愛知県市町村対抗駅伝競走大会）
- 三重県（美し国三重市町対抗駅伝）
- 和歌山県（和歌山県市町村対抗ジュニア駅伝競走大会）
- 兵庫県（兵庫県郡市区対抗駅伝）
- 香川県（郡市対抗源平駅伝）
- 徳島県（徳島駅伝）
- 高知県（県市町村対抗駅伝）
- 佐賀県（郡市対抗県内一周駅伝大会）
- 長崎県（郡市対抗県下一周駅伝大会）
- 熊本県（郡市対抗熊日駅伝、熊日郡市対抗女子駅伝大会）
- 鹿児島県（鹿児島県下一周市郡対抗駅伝競走大会）
- 沖縄県（沖縄一周市郡対抗駅伝競走大会）